# Edward Bartlett
Edward Bartlett ( 1836 - 1908) fue un ornitólogo británico, hijo de Abraham Dee Bartlett.
Acompañó a Henry Baker Tristram a Palestina en 1863-64, y coleccionó en la cuenca del río Amazonas y Perú en 1865-69. Fue el conservador del Museo de Maidstone desde 1875 a 1890, y el del Museo del Estado de Sarawak desde 1893 hasta 1897.

## Algunas publicaciones
- "Monograph of the Weaver Birds (Ploceidae) and Arboreal and Terrestrial Finches", of which five parts were published in 1888-89.[2]

## Honores
Las especies nominadas en honor de Bartlett, incluyen el tinamou de Bartlett (Crypturellus bartletti) de Perú al ser descrita en 1873 por los ornitólogos británicos compañeros Philip Lutley Sclater y Osbert Salvin.
Membresías
- 1889 - miembro correspondiente de la American Ornithologists' Union
- 1897 - Zoological Society of London

## Abreviatura (zoología)
La abreviatura Bartlett  se emplea para indicar a Edward Bartlett como autoridad en la descripción y taxonomía en zoología.